# مجموعات مناهضة الطاقة النووية في الولايات المتحدة
المجموعات المناهضة للطاقة النووية في الولايات المتحدة تعمل أكثر من 80 مجموعة مضادة للأسلحة النووية أو تعمل في الولايات المتحدة وتشمل عدة تحالفات من ضمنها منظمة السلام الأخضر ومعهد أبحاث الطاقة والبيئة.
هذه المنظمات تعمل بشكل مباشر في مجال البيئة والصحة واي مصلحة عامة تعارض الأسلحة النووية و الطاقة النووية.
في عام 1992 قال رئيس اللجنة التنظيمية النووية أن «وكالته قد تم دفعها في الاتجاه الصحيح بشأن قضايا السلامة بسبب مناشدات واحتجاجات مجموعات المراقبة النووية».
تضم بعض المجموعات الأكثر نفوذاً في الحركة المناهضة للحركة النووية أعضاءا من بينهم الحائزون على جائزة نوبل على سبيل المثال:
- لينوس بولنغ.
- هيرمان جوزيف مولر.

وينتمي هؤلاء العلماء في المقام الأول إلى مجموعتين:
- اتحاد العلماء الأمريكيين
- لجنة المسؤولية النووية[6]